# Gustaf Lindh
Gustaf Allan Lindh, folkbokförd Gustav Allan Lind, född 21 maj 1926 i Liden, Lidens församling, död 3 september 2015 i Järfälla församling, var en svensk modern femkampare som tävlade i olympiska vinterspelen 1948.
Gustaf Lindh var den enda olympiske mästaren i vinterfemkamp. Vinterfemkamp var en gren som enbart hölls en gång, vid de olympiska vinterspelen 1948 i St. Moritz, som uppvisningssport. Sverige hade där ytterligare tre deltagare i femkampen, William Grut (som senare blev olympisk mästare i modern femkamp), Claes Egnell och Bertil Haase. De var alla äldre än Gustaf Lindh och var vid den tiden dominerande i vinterfemkamp. Trots detta lyckades alltså Lindh vinna guldmedaljen. Han vann skyttet och ridningen och det enda riktiga misslyckandet var sjätteplatsen i störtlopp. Bertil Haase vann tack vare sin goda skidåkning både störtloppet och 10 km på skidor men lyckades inte tillräckligt bra i de andra grenarna. Tvåan William Grut var jämn genom tävlingen och Lindh besegrade honom med endast en poäng. Den fjärde svensken, Claes Egnell, bröt benet i störtloppet och kunde därför inte utmana om segern.
I likhet med de andra deltagarna var Gustaf Lindh en del av den svenska armén. När han var 17 år gammal gick han med i armén i Östersund och gick militärskola (volontär-, konstapel- och furirskola) som furir. Tredje gången han var med i en vinterfemkamp, år 1946, blev han svensk mästare och det var då han blev kvalificerad till OS.
Hösten 1948 avslutade han sin militärtjänst och började då utbilda sig inom energiteknik vid Tekniska Fackskolan i Sundsvall. Han arbetade sen som ingenjör och som konstruktör av kraftledningar. Han fortsatte sin idrottsliga karriär till 1954 då han fick käken sönderslagen i en ridolycka i Stockholm, vilket medförde att han tvingades avsluta sin karriär.
Gustaf Lindh tillbringade några år i USA och kom tillbaka till Sverige i mitten på 1960-talet och bodde efter det i Viksjö, Järfälla kommun.